# مايكروسوفت أوفيس 2003
مايكروسوفت أوفيس 2003 هو نسخة من جناح المكتب مايكروسوفت أوفيس ، المتقدمة والتي نشرتها مايكروسوفت . تم إصدارها في أكتوبر 2003 ، حيث نجحت في مايكروسوفت أوفيس وسبقها مايكروسوفت أوفيس 2007 .
قررت مايكروسوفت إعادة تصميم شعار أوفيس لإصدار أوفيس 2003 ، لإعطاء صورة أكثر حداثة لمجموعة برامجها الرئيسية، التي تفوق مبيعاتها مبيعات مايكروسوفت ووركس .
تظهر منتجان برمجيان جديدان في أوفيس 2003 : إنفو باث ومايكروسوفت ون نوت . بالإضافة إلى ذلك، يعد أوفيس 2003 هو الإصدار الأول الذي يستخدم نمط ويندوز إكس بي ، من خلال رموز وألوان جديدة.
بدءًا من هذا الإصدار،( لم يعد أوفيس يدعم الإصدارات القديمة من ويندوز 98 أو ويندوز ميلينيوم أو ويندوز إن تي 4.0 ).
تشمل الميزات الجديدة في أوفيس 2003 إدارة حقوق المعلومات ؛ ميزات تعاون جديدة ؛ تحسين الدعم لـ شير بونت و العلامات الذكية ولغة الترميز القابلة للامتداد ؛ والاستخدام الموسع لخدمات اوفيس اونلاين. يقدم أوفيس 2003 برنامجين جديدين إلى مجموعة منتجات Office: مايكروسوفت إنفو باث ، وهو برنامج لتصميم وملء وإرسال نماذج البيانات المنظمة الإلكترونية ؛ و ون نوت ، برنامج تدوين الملاحظات لإنشاء وتنظيم المخططات والرسومات والملاحظات المكتوبة بخط اليد والصوت المسجل والنص. ذلك يقدم أيضًا مدير الصور برنامج رسومات لفتح الصور الرقمية وإدارتها ومشاركتها.

## مواصفات
يعد أوفيس 2003 أحدث إصدار يتضمن بعض الميزات، مثل القوائم وأشرطة الأدوات القابلة للتخصيص بالكامل، ومساعدة أوفيس، ومكونات أوفيس ويب. وهو أيضًا أحدث إصدار من مايكروسوفت أوفيس لدعم ويندوز 2000 .
يتم تضمين القصاصات الفنية والقوالب الأساسية فقط على القرص المضغوط الخاص بالتثبيت لأن معظم المحتويات متوفرة ويمكن تنزيلها عبر الإنترنت مباشرة من برنامج أوفيس المستخدم. يحتوي النظام الأساسي، والذي يدعى أوفيس أونلاين ، على مقالات ونصائح ومقاطع فيديو تعليمية ونماذج وقصاصات فنية وصور وما إلى ذلك.
تم إصدار أحدث تحديث تراكمي لـأوفيس 2003 في سبتمبر 2007 . هذا هو سيرفيس باك 3 ، الذي يعمل على حل مشكلات التوافق والاستقرار المختلفة مع ويندوز فيستا . انتهى دعم برنامج أوفيس 2003 في أبريل 2009 ، بينما تم الانتهاء من الدعم الموسع في أبريل 2014.

## البرمجيات
- وورد
- إكسل
- باور بوينت
- آوتلوك
- أكسس
- الناشر
- إنفو باث
- بروحكت
- فيزيو
- فرونت بيج
- ون نوت

## روابط خارجية
- موقع مايكروسوفت أوفيس الرسمي
- تنزيل حزمة الخدمة سيرفيس باك 3 الخاصة بـ أوفيس 2003